# Питтсбург Пайрэтс (НХЛ)
«Пи́ттсбург Па́йрэтс» (англ. Pittsburgh Pirates) — бывшая профессиональная команда, выступавшая в Национальной хоккейной лиге c 1926 по 1930 год. Базировалась в городе Питтсбург, Пенсильвания. Название команды пришло от название бейсбольной команды, находившейся в этом же городе. Домашние игры команда играла на арене «Дукейн-гарденс». Перед сезоном 1930/31 клуб переехал в Филадельфию, где отыграл один сезон под названием «Филадельфия Квакерз».

## Статистика выступлений
Note: GP = Сыграно игр, W = Побед, L = Поражений, T = Ничьи, Pts = Очки, GF = забито голов, GA = пропущено голов, PIM = Пенальти в минутах
| Season  | GP  | W  | L   | T  | Pts | GF  | GA  | PIM  | Место            | Плей-офф                          |
| ------- | --- | -- | --- | -- | --- | --- | --- | ---- | ---------------- | --------------------------------- |
| 1925/26 | 36  | 19 | 16  | 1  | 39  | 82  | 70  | 264  | 3 в НХЛ          | Проиграли в полуфинале (Монреаль) |
| 1926/27 | 44  | 15 | 26  | 3  | 33  | 79  | 108 | 230  | 4 в американском |                                   |
| 1927/28 | 44  | 19 | 17  | 8  | 46  | 67  | 76  | 395  | 3 в американском | Проиграли в полуфинале (Нью-Йорк) |
| 1928/29 | 44  | 9  | 27  | 8  | 26  | 46  | 80  | 324  | 4 в американском |                                   |
| 1929/30 | 44  | 5  | 36  | 3  | 13  | 102 | 185 | 384  | 5 в американском |                                   |
| Всего   | 212 | 67 | 122 | 23 | 157 | 376 | 519 | 1597 |                  |                                   |

## Знаменитые игроки
- Введенные в Зал хоккейной славы
Лайнел Конахер
Фрэнк Фредриксон
Микки Маккей
Рой Уотерс